# 霍特林法则
对于不可再生资源而言，存在开采资源的价格增长率必须等于贴现率，开采资源的价格增长率必须等于贴现率的情况下，对于开采者来说把资源保存在地下与开采出来，这两种选择没有偏好。